# Remedy (musikgrupp)
Remedy är en musikgrupp från Stockholm.

## Biografi
Remedy bildades 2022 av gitarristen, låtskrivaren och producenten Roland ”Rolli” Forsman och vokalisten Robert van der Zwan. Tillsammans med basisten Jonas Dicklo, keyboardisten Jonas Öijvall och trummisen Fredrik Karlberg skapade de ett band som snabbt gjorde sig ett namn inom melodiös hårdrock. Bandets debutalbum "Something That Your Eyes Won’t See," släpptes i december samma år. Albumet sålde slut i Sverige och nådde en sjunde placering på Svenska Albumlistan. Denna framgång resulterade i internationellt intresse, och albumet släpptes senare även i Japan, där Remedy klättrade till andra plats på Amazon Japan's "Hard Rock & Heavy Metal" topplista. 
Under 2023 genomförde Remedy en omfattande turné i Sverige tillsammans med banden tAKIDA och Stiftelsen. Året därpå, 2024, turnerade bandet tillsammans med Kee Marcello, känd från Europe, En av deras singlar, "Moon Has the Night", nådde förstaplatsen på Finska Yles topplista "Vegatoppen". I maj 2024 släppte Remedy sitt andra album, "Pleasure Beats the Pain," som tog sig till en andraplats på Svenska Albumlistan.

## Medlemmar
- Robert van der Zwan - sång, gitarr, munspel
- Roland "Rolli" Forsman - gitarr, körsång
- Jonas Öijvall - keyboards, körsång
- Jonas Dicklo - elbas, körsång
- Fredrik Karlberg - trummor, körsång

## Diskografi
- 2022 Something That Your Eyes Won’t See
- 2024 Pleasure Beats the Pain